# Dipsastraea laxa
Espèce
Dipsastraea laxa est une espèce de coraux appartenant à la famille des Merulinidae.